# Fabio Finocchiaro
Fabio Finocchiaro (nascut el 6 de juny de 1939) és un jugador d'escacs italià que té el títol ICCF de Gran Mestre d'escacs per correspondència.
Va començar a jugar als escacs als 15 anys a la seva Sicília natal. Des de 1968 Finocchiaro va participar activament en els tornejos d'escacs per correspondència. El 1977 i el 1979 va guanyar dues vegades el campionat italià d'escacs per correspondència. El 2013 Finocchiaro va guanyar el 25è Campionat del món d'escacs per correspondència (2009-2013).